# Milan Nikolić (accordéoniste)
Pour les articles homonymes, voir Milan Nikolić.
Milan Nikolić né le 2 juillet 1979 à Jagodina est un accordéoniste serbe.

## Eurovision 2009
Il a représenté la Serbie avec Marko Kon lors de la seconde demi-finale du Concours Eurovision de la chanson 2009 à Moscou, le 14 mai 2009, avec sa chanson "Cipela" (Chaussure).